# Cittadella della dinastia Ho
La Cittadella della dinastia Ho (in lingua vietnamitaThành nhà Hồ) è una antica cittadella medievale. Si trova nelle vicinanze di Tây Giai, nel distretto di Vĩnh Lộc, parte della Provincia di Thanh Hóa, nel nord del Vietnam.

## Storia
La città venne costruita dalla dinastia Ho nel 1397 ed è composta da una cittadella interna, una cinta muraria esterna e dall'altare di Nam Giao e si estende per 155 ettari. Il sito è stato scelto seguendo principi del Feng Shui e si trova tra i fiumi Ma e Buoi, su un asse che unisce le montagne di Tuong Son e Don Son.
La cittadella interna è costruita con blocchi di pietra calcarea e rappresenta una evoluzione delle tecniche di costruzione nella zona. Le suddivisioni dello spazio e gli elementi architettonici e decorativi dimostrano l'adozione di principi della filosofia confuciana in un contesto prevalentemente buddista. 
La cittadella fu la capitale del Vietnam tra il 1398 e il 1407 e un importante centro politico, economico e culturale del Vietnam del nord tra il sedicesimo ed il diciottesimo secolo. 
Il 31 luglio del 2011, l'UNESCO l'ha inserita nella lista dei patrimoni mondiali dell'umanità.